# Marcello Bernardini
Marcello Bernardini (1730 nebo 1740? Capua – po roce 1799?) byl italský hudební skladatel a libretista.

## Život
Pravděpodobně byl synem skladatele Rinalda di Capui. O jeho dětství a hudebním vzděláním není nic známo. V roce 1764 přišel do Říma, kde následujícího roku uvedl svou první operu La schiava astuta a později i další frašky, intermezza a další vokální hudbu. V roce 1767 působil jako učitel hudby v římské čtvrti Campitelli a od roku 1769 do roku 1784 pracoval pro College Nazareno.
Od roku 1770 začal psát libreta pro jiné skladatele. Byli mezi nimi Giovanni Battista Borghi, Peter Terziani a Vicente Martín y Soler. V roce 1771 zkomponoval a uvedl v Římě své první oratorium, Il vello di Gedeone. V následujících letech cestoval po Evropě aby představil svá díla. V roce 1795 působil v Polsku, kde byl kapelníkem Izabely Lubomirské, manželky maršála Stanisława Lubomirského.
Ačkoliv byl velmi plodným skladatelem, dochovalo se pouze 13 oper, 2 kantáty a několik libret. Ve své době byly nejúspěšnější opery La donna di spirito, Li tre Orferi a Le donne bisbetiche.

## Opery
- La schiava astuta, intermezzo (1765 Řím, Teatro delle Dame)
- Il Passeggio in villa (1765)
- Il contadino schernito, intermezzo (1768 Řím, Teatro della Pace)
- La clemenza di Tito (libreto Pietro Metastasio, 1768 Mnichov, Hoftheater)
- Il Don Chisciotte della Mancia, dramma giocoso (libreto G. B. Lorenzi, 1769 Turín, Teatro Carignano)
- Il cavaliere errante (vlastní libreto, 1770 Řím, Teatro Capranica)
- Il villano geloso (pasticcio, libreto Giovanni Bertati, spoluautoři: Baldassare Galuppi, Antonio Salieri, Carlo Franchi, Florian Leopold Gassmann, Mattia Vento a Antonio Sacchini, 1770 Vídeň, Burgtheater)
- La molinara astuta, intermezzo (možná identické s La Schiava astuta, 1771 Madrid, Teatro del Sitio di S. Maria Cattolica)
- Amore in musica, dramma giocoso (libreto Carlo Goldoni, 1773 Řím, Teatro Valle)
- La contessina, dramma giocoso (libreto C. Goldoni, 1773 Řím, Teatro delle Dame)
- La bella forestiera ovvero La viaggiatrice fortunata, dramma ciocoso (1776 Řím, Teatro Capranica)
- La finta sposa Olandese, farsa giocosa (1777 Řím, Teatro Capranica)
- L'isola incantata, farsa (1778 Řím, Teatro Capranica)
- Il bassà generoso, intermezzo (1780 Řím, Teatro Capranica)
- Il vecchio ringiovanito, intermezzo (1781 Řím, Teatro Tordinona)
- Le vendette giocose ossia Il conte pasticcio, intermezzo (1782 Řím, Teatro della Pace)
- Il conte di bell'umore, farsa giocosa (vlastní libreto, 1783 Florencie, Teatro Pallacorda)
- La poetessa fanatica ossia Li due gemelli, commedia, 1784 Řím, Teatro della Pace)
- La somiglianza, intermezzo (libreto G. Lorenzi, 1784 Florencie, Teatro dei Risoluti in via S. Maria Novella)
- Li tre orfei, dramma giocoso (1784 Řím, Teatro Pallacorda)
- Le Donne Bisbetiche o l'Antiquario fanatico, farsa (vlastní libreto, 1785 Řím, Teatro della Pace)
- Il Barone per forza ossia il Trionfo di bacco, farsa (1786 Řím, Teatro Pallacorda)
- Li muti per amore ossia La schiava fedele, farsa (vlastní libreto, 1786 Florencie, Teatro Pallacorda)
- Gli amanti confusi ossia Il bruto fortunato, melodramma giocoso (libreto Francesco Saverio Zini, Řím, Teatro Valle)
- Il fonte d'acqua gialla ossia Il trionfo della pazzia, farsa (vlastní libreto, 1787 Řím, Teatro Valle)
- La donna di spirito, dramma giocoso (vlastní libreto podle Goldoniho La Vedova scaltra, 1787 Řím, Teatro Valle)
- La fiera di Forlimpopoli, dramma giocoso, 1789 Řím, Teatro Valle)
- Gl'Incontri stravaganti, commedia (1790 Neapol, Teatro Nuovo sopra Toledo)
- Il pazzo glorioso, dramma giocoso (libreto Giovanni Bertati, 1790 Casalmaggiore, Teatro Comunale)
- L'ultima che si perde è la speranza, commedia (hráno také pod názvem Giulietta, S. Zini, 1790 Neapol, Teatro del Fondo di Separazione)
- Pizzarro nelle Indie, dramma (1791 Neapol, Teatro San Carlo)
- L'allegria della campagna, commedia (1791 Neapol, Teatro Nuovo sopra Toledo)
- L'amore per incanto, commedia (1791 Neapol, Teatro del Fondo di Separazione)
- La statua per puntiglio, dramma giocoso (1791 Benátky, Teatro San Moisè)
- La sposa polacca, dramma bernesco (vlastní libreto, 1795 Řím, Teatro Tordinona)
- Le tre orfanelle o sia La scuola di musica, dramma giocoso (libreto Giovanni Bertati, 1798 Benátky, Teatro San Benedetto)
- Don Simoncino ossia Furberia e puntiglio, farsa (libreto G. M. Foppa, 1798 Benátky, Teatro San Moisè)
- Il muto per astuzia, farsa (libreto G. M. Foppa, 1798 Benátky, Teatro San Moisè)